# Michał Mandziara
Michał Marian Mandziara ps. „Siwy” (ur. 10 września 1911 w Ernsdorf, w gminie Bóbrka, zm. 13 stycznia 1997 w Londynie) – oficer piechoty Wojska Polskiego II RP, Armii Krajowej i Polskich Sił Zbrojnych, mianowany podpułkownikiem przez władze II RP na uchodźstwie.

## Życiorys
Po ukończeniu Szkoły Podchorążych Piechoty służył w 54 pułku piechoty Strzelców Kresowych w Tarnopolu. Wraz z pułkiem przeszedł całą kampanię wrześniową, unikając niewoli.
W czasie okupacji pełnił służbę w Okręgu Radom Kielce Armii Krajowej, w którym zajmował stanowiska:
- szefa referatu III operacyjno-wyszkoleniowego Obwodu Sandomierz AK (styczeń 1941 – lipiec 1943);
- zastępcy komendanta Obwodu Sandomierz (lipiec 1943 – lipiec 1944);
- szefa sztabu 2 Dywizji Piechoty Legionów AK „Pogoń” (lipiec 1944 – 8 października 1944);
- dowódcy II batalionu 2 pułku piechoty Legionów AK (do końca października 1944).

W trakcie akcji „Burza” uczestniczył w starciach:
- w dniach 31 lipca – 2 sierpnia dowodził zgrupowaniem ok. 600 żołnierzy z AK (2 pp Leg. AK) i BCH, broniącym linii Koprzywianki, osłaniając przeprawiające się pod Baranowem Sandomierskim oddziały radzieckie na przyczółek sandomierski;
- w nocy z 4/5 sierpnia dowodził oddziałem ochotników z II batalionu 2 pułku Legionów AK w ataku na oddział niemiecki we wsi Ceber;

- 3 września 1944 dowodził w zastępstwie dowódcy 2 Dywizja Piechoty Legionów AK w walkach pod Radoszycami.

Od stycznia 1945 w organizacji „NIE”. Aresztowany w Częstochowie wiosną 1945 przez NKWD. Osadzony w więzieniu WUBP w Kielcach. Został skazany na karę śmierci za „dążenie do obalenia demokratycznego ustroju państwa polskiego”. W wyniku złożenia prośby o ułaskawienie, prezydent Bolesław Bierut zmniejszył mu karę do 10 lat więzienia. Po ogłoszeniu amnestii karę zmniejszono do 3 lat więzienia. Kary jednak nie odbył, bowiem z więzienia w Kielcach został uwolniony 5 sierpnia 1945 po rozbiciu więzienia przez oddział partyzancki Antoniego Hedy ps. „Szary”. Przez Czechosłowację przedostał się do brytyjskiej strefy okupacyjnej w Niemczech, gdzie do 1946 roku był komendantem obozu dla żołnierzy AK. W 1946 roku wyjechał do Londynu, gdzie prowadził zakład introligatorski. Zajmował się również działalnością wojskową i polityczną. Był szefem sztabu organizacji paramilitarnej „Pogoń”. W latach siedemdziesiątych jako ostatni dowódca rozwiązał ją. Był Prezydentem Kapituły Krzyża Armii Krajowej oraz prezesem Zarządu Głównego Koła byłych żołnierzy AK w Londynie.

## Awanse
- podporucznik – 4 sierpnia 1934 ze starszeństwem z dniem 15 sierpnia 1934 i 250. lokatą w korpusie oficerów piechoty
- porucznik – 19 marca 1938
- kapitan – 11 listopada 1943
- major – 20 stycznia 1945 ze starszeństwem z dniem 1 stycznia 1945
- podpułkownik – ?

## Ordery i odznaczenia
- Krzyż Srebrny Orderu Virtuti Militari nr 12335 (za Akcję „Burza”)
- Krzyż Oficerski Orderu Odrodzenia Polski (1989)[2]